# Chodžabakirgan
Chodžabakirgan (rusky Ходжабакирган) je řeka v Batkenské oblasti v Kyrgyzstánu a v Sogdijském vilájetu v Tádžikistánu. Je levým přítokem Syrdarji.

## Číselné údaje
Její délka činí 130 km. Povodí má rozlohu 1 740 km².

## Průběh toku
Pramení na severním svahu Turkestánského hřbetu. Je zakončena zavlažovacím vějířem a spojuje se s Velkým Ferganským kanálem.

## Vodní stav
Zdroj vody je smíšený s převahou sněhového. Průměrný dlouhodobý průtok je 11 m³/s ve vzdálenosti 45 km od ústí. Převážná část vody proteče od října do února (50%), ale největší průtok je v červenci.

## Využití
Na řece byla vybudována přehrada o rozloze 5,3 km². Využívá se na zavlažování.